# Роберт од Ремса
Роберт од Ремса или Роберт Монах (умро 1122) је био средњовековни хроничар.

## Биографија
Роберт је био хроничар Првог крсташког рата. Сам Роберт није учествовао у рату, али је преписао Gesta Francorum на захтев свог игумана запрепашћеног "рустичним стилом текста". Робертова хроника садржи део говора папе Урбана на сабору у Клермону 1095. године. Могуће да је своје дело писао 1116. године тј. двадесет и једну годину након сабора, или око 1122. године.